# Regionaal Landschap Dijleland

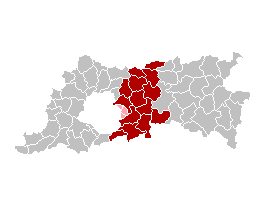
Kaart van Vlaams-Brabant met aanduiding van de gemeenten van het Dijleland in het rood

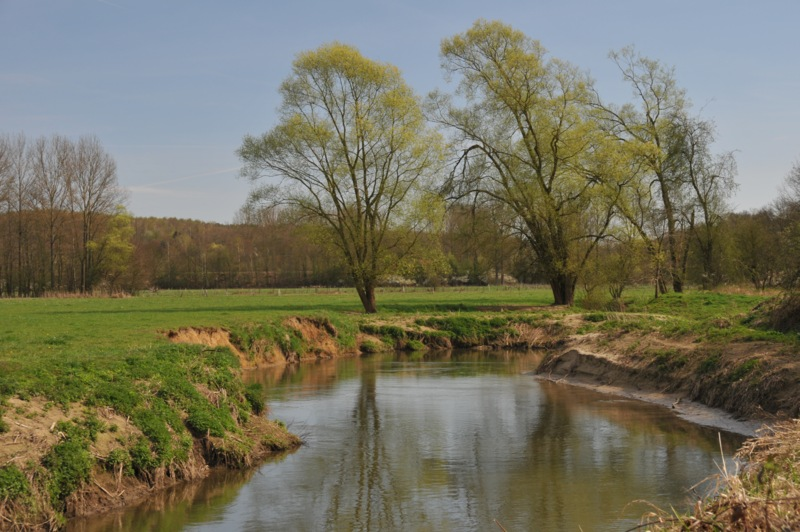
De Doode Bemde, stukje natuur in de Dijlevallei tussen Oud-Heverlee en Sint-Joris-Weert

Het Regionaal Landschap Dijleland is een Regionaal Landschap in de Belgische provincie Vlaams-Brabant en maakt deel uit van de Groene Gordel. Het is gelegen tussen Brussel en Leuven en vernoemd naar de rivier de Dijle. In het zuiden van Dijleland ligt het gebied dat de Druivenstreek wordt genoemd. De lusvormige Streek-GR Dijleland loopt door het gebied.
Regionaal Landschap Dijleland vzw heeft haar kantoren in Streekhuis Dijleland (Witte Bomendreef 1, 3050 Oud-Heverlee). 

## Gemeenten
Gemeenten die in het Regionaal Landschap Dijleland gelegen zijn, zijn de volgende:
- Bertem
- Bierbeek
- Boortmeerbeek
- Haacht
- Herent
- Hoeilaart
- Huldenberg
- Kampenhout
- Kortenberg
- Leuven
- Oud-Heverlee
- Overijse
- Tervuren
- Steenokkerzeel